# Chaetonerius obscurus
Chaetonerius obscurus är en tvåvingeart som först beskrevs av Enrico Adelelmo Brunetti 1913.  Chaetonerius obscurus ingår i släktet Chaetonerius och familjen Neriidae. Inga underarter finns listade i Catalogue of Life.